# José Antonio Crespo (politicoloog)
José Antonio Crespo Mendoza (1955) is een Mexicaans politicoloog.
Crespo studeerde internationale betrekkingen aan het Colegio de México en politicologie en geschienis aan de Ibero-Amerikaanse Universiteit.
Crespo staat bekend om zijn kritieken op het Mexicaanse politieke bestel en 's lands politieke instituties. Zo heeft hij opgeroepen tot het hervormen van het Mexicaanse kiessysteem in een meer aan het districtenstelsel gelijkend systeem om de effecten van verkiezingsfraude makkelijker tegen te kunnen gaan en het invoeren van een parlementair of in ieder geval Semi-presidentieel systeem. In 2006: Hablan las actas boog Crespo zich over de controversiële presidentsverkiezingen van 2006. Hij concludeerde dat er geen afdoende bewijs is voor grootschalige verkiezingsfraude maar dat het evenmin mogelijk is om te stellen dat de verkiezingen eerlijk zijn verlopen. Crespo ontdekte dat het aantal onregelmatigheden groter was dan het verschil tussen de twee leidende kandidaten en riep op tot hervorming van de manier waarop verkiezingen worden georganiseerd om dergelijk geblunder voortaan te voorkomen.
Crespo riep tijdens de congresverkiezingen van 2009 op ongeldig te stemmen.
Momenteel is Crespo onderzoeker aan het Centrum voor Economisch Onderzoek en Onderwijs (CIDE) en is columnist voor de krant Excélsior.